# آندریا باندینی
آندریا باندینی (انگلیسی: Andrea Bandini؛ زادهٔ ۱۶ دسامبر ۱۹۹۴) بازیکن فوتبال اهل ایتالیا است.
از باشگاه‌هایی که در آن بازی کرده‌است می‌توان به باشگاه فوتبال اینتر میلان، باشگاه فوتبال رجانا، و باشگاه فوتبال برشا اشاره کرد.